# Tor Norberg
Erik Tor Waldemar Norberg (Hålta, Kungälv, Västra Götaland, 17 de desembre de 1888 – Clearwater, Florida, 4 d'agost de 1972) va ser un gimnasta suec que va competir a primers del segle xx.
El 1908 va prendre part en els Jocs Olímpics de Londres, on guanyà la medalla d'or en la prova del concurs complet per equips, com a membre de l'equip suec.